# Feminoteka
Feminoteka – polska fundacja feministyczna, która pomaga kobietom z doświadczeniem przemocy, w szczególności przemocy seksualnej. Feminoteka rozpoczęła działalność w 2001 roku jako księgarnia i serwis internetowy; zarejestrowana jako fundacja w 2005 roku. Założycielką i prezeską Feminoteki jest Joanna Piotrowska. W zarządzie organizacji zasiada także Jolanta Gawęda jako wiceprezeska. Od 2023 r. Feminoteka prowadzi pierwszy w Polsce Punkt pomocy dla kobiet po gwałcie „Femka”. Organizacja prowadzi także szkolenia i warsztaty nt. równości i przeciwdziałania przemocy.

## Historia
Feminoteka rozpoczęła działalność w 2001 roku jako pierwsza w Europie Środkowo-Wschodniej księgarnia feministyczna i serwis kulturalny o profilu feministycznym. Po przekształceniu księgarni w fundację w 2005 roku Feminoteka prowadziła feministyczny serwis informacyjny, który co dzień informował o wydarzeniach, akcjach, imprezach dotyczących równouprawnienia kobiet i mężczyzn oraz dyskryminacji ze względu na płeć, orientację seksualną i wyznanie. Feminoteka zamieszczała przedruki z gazet i innych serwisów, miała też dział własnych komentarzy i felietonów. 
Feminoteka zainicjowała lub współorganizowała wiele akcji równościowych m.in. akcję na rzecz wprowadzenia obowiązkowego urlopu rodzicielskiego dla ojców. Wraz z Fundacją MaMa współorganizowała pierwszą i patronowała drugiej edycji akcji „O mamma mia! Tu wózkiem nie wjadę!”, która zwracała uwagę na bariery architektoniczne dla matek z wózkami w polskich miastach. Zorganizowała też akcję „Trudne Wyrazy – odzyskajmy kobiety w języku”, promującą feminatywy.
Feminoteka pomagała w tworzeniu stron internetowych wielu organizacjom kobiecym i grupom równościowym. Członkinie Feminoteki współorganizowały doroczne Manify i inne akcje związane z prawami kobiet.
W 2007 roku wystawą „Pokolenia kobiet” Feminoteka zainaugurowała działalność wirtualnego muzeum Historii Kobiet. Celem projektu jest było zachowanie pamięci o Polkach, które przyczyniły się do rozwoju historii, zarówno powszechnej, jak i lokalnej: literatki, działaczki społeczne, polityczki i filantropki. Są też bohaterki życia codziennego, tancerki kabaretowe czy sportsmenki. 
W ramach projektu w 2009 roku zrealizowany został film „Powstanie w bluzce w kwiatki- życie codzienne kobiet w czasie Powstania Warszawskiego” film zwraca uwagę na historię kobiet żyjących i walczących w różnych dzielnicach stolicy w czasie Powstania Warszawskiego. Przybliża współczesnym Warszawiakom warunki życia w okupowanej i walczącej stolicy, upowszechnia informacje na temat roli i sytuacji kobiet w Powstaniu Warszawskim. 
W 2013 roku Feminoteka stworzyła film „Całej pensji i połowy władzy”, przedstawiający losy pierwszych polskich sufrażystek, które walczyły i zabiegały o to, by Polki zajęły należne im miejsce na uniwersytetach, w polskim Sejmie, Senacie, na stanowiskach i w zawodach zarezerwowanych dotąd, ze względu na prestiż, tylko dla mężczyzn.

## Działalność
Feminoteka skupia się na organizowaniu pomocy dla kobiet, które doświadczyły różnych form przemocy, w szczególności przemocy seksualnej. Przeszkolone specjalistki udzielają bezpłatnej pomocy prawnej, psychologicznej, terapeutycznej, medycznej, socjalnej i asysty dla potrzebujących kobiet. Feminoteka prowadzi telefon przeciwprzemocowy w języku polskim 888 88 33 88 (pon.-pt. 11-19, sob.-niedz. 10-16) oraz w języku ukraińskim i angielskim 888 88 79 88 (pon.-pt. 14-19, sob.-niedz. 10-15).
Dla kobiet w szczególnie trudnej sytuacji Feminoteka oferuje miejsce w bezpiecznych schronieniu.
W czerwcu 2023 r. Feminoteka otworzyła pierwszy w Polsce Punkt pomocy dla kobiet po gwałcie „Femka”. Punkt mieści się w Warszawie, ale jego adres jest znany tylko pracownicom organizacji i pokrzywdzonym kobietom. To miejsce, w którym kobieta po doświadczeniu gwałtu może otrzymać darmową, kompleksową i profesjonalną pomoc. Aby skorzystać z pomocy Punktu „Femka” należy kontaktować się z fundacją przez numery przeciwprzemocowe.
Feminoteka we współpracy z fundacją CARE opracowała chatbotkę Victorię. Chatbotka dzieli się informacjami nt. przemocy, praw osób pokrzywdzonych i „doradza”, gdzie szukać pomocy. Znajduje się pod numerem +48 602 882 844 w aplikacji WhatsApp. Zna język polski i ukraiński.
Organizacja prowadzi także warsztaty dla kobiet, które doświadczyły przemocy, takie jak joga po traumie czy arteterapia, jak również warsztaty wspierające aktywność zawodową kobiet, warsztaty WenDo (feministycznej samoobrony dla kobiet) i metody 5D, czyli reagowania na molestowanie seksualne w miejscach publicznych w ramach kampanii Stand Up (wraz z marką L’Oreal Paris i amerykańską organizacją Right To Be, d. Hollaback!). 
Feminoteka działa na rzecz zmiany prawa i funkcjonowania instytucji tak, aby bardziej chroniły prawa i godność kobiet pokrzywdzonych przemocą. W tym celu Feminoteka współpracuje m.in. z Ministerstwem Zdrowia, biurem Ministry Równości, Rzecznikiem Praw Obywatelskich czy Policją.
Od 2013 Feminoteka jest ogólnopolską koordynatorką międzynarodowej akcji Nazywam się miliard (and. One Billion Rising). Jest to kampania społeczna przeciw przemocy wobec kobiet, zapoczątkowana w 2011 przez Eve Ensler. Elementem wspólnym jest taniec, ponieważ tańcząc kobiety rządzą swoim ciałem.

## Samo Dobro
W 2021 roku Feminoteka uruchomiła manufakturę kosmetyczną Samo Dobro, w której wytwarza naturalne kosmetyki w oparciu o rodzime rośliny, a także ekologiczne i biodegradowalne mydła gospodarcze. Większość kosmetyków jest wegańska - posiadają certyfikat fundacji VIVA!. Kosmetyki wytwarzane są we własnej pracowni kosmetycznej wyposażonej w profesjonalny sprzęt i spełniają wszelkie wymogi dotyczące ich produkcji. W pracowni zatrudnione są kobiety, będące pod opieką fundacji w najtrudniejszej sytuacji życiowej i finansowej, będącej skutkiem doznanej przemocy. W 2023 r. marka została wyróżniona jako Startup Pozytywnego Wpływu przez Koźminski Business Hub. Zyski ze sprzedaży w całości przeznaczane są na pomoc kobietom, które zgłaszają się do Feminoteki po wsparcie.